# Mariko Kōda
Mariko Kōda (jap. 國府田 マリ子 Kōda Mariko; ur. 5 września 1969 w Saitamie) – japońska seiyū, aktorka dubbingowa i piosenkarka związana z Aoni Production.

## Wybrane role głosowe
- Bobobo-bo Bo-bobo –
  - Ruby,
  - Denbo
- Clamp Gakuen tanteidan – Miyuki
- Demashita! Powerpuff Girls Z – Miko Shirogane
- Doraemon –
  - Yukari Aozora,
  - Maho,
  - dziewczyna
- Happiness Charge Pretty Cure! – królowa Mirage
- Kanon – Nayuki Minase
- Marmalade Boy – Miki Koishikawa
- One Piece – Kaya
- Pokémon – Sakura
- Shin-chan – młoda wiedźma Marie
- Smile Pretty Cure! – Ikuyo Hoshizora
- Vampire Knight – Juri Kuran